# Veld (Arcen)
Het Veld is een buurtschap ten noorden van Arcen en is sinds opheffing van de gemeente Arcen en Velden per 1 januari 2010, gelegen in de gemeente Venlo in de Nederlandse provincie Limburg. 
Centraal in de buurtschap ligt de Boerenweg.
Samen met de buurtschap Brandemolen vormt het één statistische CBS-wijk.